# 1,2-Ditiacicloeptano
1,2-Ditiacicloeptano é o composto orgânico de fórmula C5H10S2, SMILES C1CCSSCC1 e massa molecular 134,263. É classificado com o número CAS 6008-51-1.